# Il console
Il console (The Consul) è un'opera in tre atti con musica e libretto di Gian Carlo Menotti. La prima rappresentazione avvenne il giorno 1º marzo 1950, a Filadelfia, con Patricia Neway nel ruolo della protagonista Magda Sorel, Cornell MacNeil come John Sorel e George Gaynes come Kofner.
L'opera fu rappresentata il 15 marzo al Broadway theatre di New York, dove fu accolta con favore arrivando a 269 recite.
Il console ottenne uno straordinario successo critico: Menotti vinse sia il Premio Pulitzer per la Musica del 1950 sia New York Drama Critics Circle Award per il Miglior Musical.
L'opera si incentra sul disperato tentativo del dissidente politico John Sorel di fuggire dal suo paese, mentre la moglie Magda, la protagonista, cerca di ottenere per lui un visto.
Nel 1951 il 3 gennaio ebbe la prima a Basilea con Inge Borkh, il 13 gennaio all'Opera di Amburgo con Martha Mödl, il 22 gennaio al Teatro alla Scala di Milano nella traduzione di Fedele D'Amico come Il console diretta da Nino Sanzogno con Clara Petrella, Jolanda Gardino, Piero Guelfi, Giuseppe Modesti ed Enrico Campi ed il 7 febbraio a Londra diretta da Thomas Schippers con Patricia Neway, Cornell MacNeil e George Gaynes.
Il 2 maggio 1952 ebbe la prima come Le consul al Théâtre des Champs-Élysées di Parigi diretta da Thomas Schippers con Patricia Neway.
Il 27 dicembre 1953 ebbe la prima al Teatro Regio di Parma con Jolanda Gardino, nel 1954 il 14 gennaio al Teatro Comunale di Firenze con Jolanda Gardino, Piero Guelfi, Virgilio Carbonari ed Enrico Campi ed il 25 febbraio al Teatro dell'Opera di Roma diretta da Gianandrea Gavazzeni con Clara Petrella, Jolanda Gardino e Piero Guelfi, il 7 febbraio 1957 al Teatro La Fenice di Venezia con Jolanda Gardino e Piero Guelfi, il 28 ottobre 1961 al Teatro Nuovo di Torino con Clara Petrella, Jolanda Gardino, Florindo Andreolli e Rolando Panerai, il 22 giugno 1972 al Teatro della Pergola di Firenze diretta da Thomas Schippers con Virginia Zeani ed il 24 ottobre 1973 al Teatro Donizetti di Bergamo diretta da Giulio Bertola con Virginia Zeani, Angelo Lo Forese e Virgilio Carbonari.